# Klaus Maran
Klaus Maran (Bolzano, 4 ottobre 1959) è un ex velista italiano, diventato simbolo del windsurf italiano degli anni '80.

## Biografia
È stato tre volte campione del mondo di Windsurf (vincendo anche l'edizione di Messina 1982) e nel 1984 ha partecipato ai Giochi olimpici di Los Angeles classificandosi quinto nella classe sailboard.
Sposato con l'ex campionessa di windsurf Manuela Mascia .